# Ambassade du Canada en Croatie
L'ambassade du Canada en Croatie est la représentation diplomatique du Canada en Croatie et au Kosovo. Ses bureaux sont situés au 4 Prilaz Gjure Dezelica, dans la capitale Zagreb. Son ambassadrice est Jessica Blitt, depuis 2023.

## Mission
Cette ambassade est responsable des relations entre le Canada et la Croatie et offre des services aux Canadiens en sol croate. Sa mission s'étend aussi au Kosovo, où il n'y a ni ambassade ni consulat.

## Historique
Les relations diplomatiques entre le Canada et la république de Croatie sont établies en 1993.

## Ambassadeurs
Cette représentation diplomatique canadienne est dirigée par un chef de mission qui porte le titre d'ambassadeur extraordinaire et plénipotentiaire.
| #   | Nom                | Titre   | Nomination        | Lettres de créance | Fin de l'affectation |
| --- | ------------------ | ------- | ----------------- | ------------------ | -------------------- |
| 1er | Samuel Hanson      | CA int. | 1993              | -                  | -                    |
| 2e  | Graham Green       | CA int. | 1994              | -                  | -                    |
| 3e  | Rodney Irwin       | AEP     | 14 mars 1995      | -                  | -                    |
| -   | Graham Green       | AEP     | 18 août 1995      | -                  | 9 février 1997       |
| 4e  | Dennis Snider      | AEP     | 22 septembre 2000 | 12 octobre 2000    | -                    |
| 5e  | Stefanie Beck (en) | AEP     | 9 août 2004       | -                  | -                    |
| 6e  | Thomas Marr        | AEP     | 20 septembre 2006 | 23 novembre 2006   | -                    |
| 7e  | Edwin L. Loughlin  | AEP     | 14 mai 2009       | -                  | -                    |
| 8e  | Louise LaRocque    | AEP     | 6 septembre 2012  | -                  | -                    |
| 9e  | Daniel Maksymiuk   | AEP     | 31 juillet 2015   | 18 septembre 2015  | août 2019            |
| 10e | Alan Bowman        | AEP     | 6 septembre 2019  | 4 octobre 2019     | août 2023            |
| 11e | Jessica Blitt      | AEP     | 8 août 2023       | 9 octobre 2023     |                      |